# Lenguas yarebanas
Las lenguas yarebanas son una pequeña familia lingüística de lenguas papúes, comúnmente consideradas relacionadas con las lenguas trans-neoguineanas habladas en la península Cola de Pájaro de Nueva Guinea.

## Clasificación
A veces se ha especulado que junto con las lenguas papúes surorientales podrían formas una rama de las lenguas trans-neoguineanas. Aunque tampoco está claro que el parentesco dentro de las lenguas surorientales estén más ceranamente emparentadas entre sí que con otras lenguas trans-neoguineanas.
Las lenguas yarebanas son:
- Moikodi (Doriri), Aneme Wake (Abia)
- Bariji
- Nawaru (Sirio), Yareba